# 1900 County Championship
Navigation
Édition précédente Édition suivante
Le 1900 County Championship fut le onzième County Championship et se déroule du 7 mai au 1er septembre 1900. Le Yorkshire remporta le championnat pour la quatrième fois. Lancashire a terminé deuxième, sa meilleure position depuis sa victoire en 1897.

## Tableau final
Un point a été accordé pour une victoire et un point a été enlevé pour chaque défaite, donc:
- 1 pour une victoire
- 0 pour un match nul
- -1 pour une défaite

| Yorkshire              | 28 | 16 | 0  | 12 | 16  | 16 | 100.00  |
| Lancashire             | 28 | 15 | 2  | 11 | 13  | 17 | 76.47   |
| Kent                   | 22 | 8  | 4  | 10 | 4   | 12 | 33.33   |
| Sussex                 | 24 | 4  | 2  | 18 | 2   | 6  | 33.33   |
| Nottinghamshire        | 18 | 7  | 4  | 7  | 3   | 11 | 27.27   |
| Warwickshire           | 18 | 3  | 2  | 13 | 1   | 5  | 20.00   |
| Gloucestershire        | 22 | 9  | 7  | 6  | 2   | 16 | 12.50   |
| Middlesex              | 22 | 9  | 7  | 6  | 2   | 16 | 12.50   |
| Surrey                 | 28 | 9  | 7  | 12 | 2   | 16 | 12.50   |
| Essex                  | 22 | 4  | 6  | 12 | –2  | 10 | –20.00  |
| Somerset               | 16 | 4  | 11 | 1  | –7  | 15 | –46.67  |
| Worcestershire         | 22 | 3  | 10 | 9  | –7  | 13 | –53.85  |
| Derbyshire             | 18 | 2  | 7  | 9  | –5  | 9  | –55.56  |
| Leicestershire         | 22 | 3  | 11 | 8  | –8  | 14 | –57.14  |
| Hampshire              | 22 | 0  | 16 | 6  | –16 | 16 | –100.00 |
| Source: CricketArchive |    |    |    |    |     |    |         |

### Résumé statistique
| Most runs | Most runs | Most runs          | Most runs       |
| Aggregate | Average   | Joueur             | Comté           |
| --------- | --------- | ------------------ | --------------- |
| 2,563     | 85.43     | K. S. Ranjitsinhji | Sussex          |
| 1,880     | 58.75     | Bobby Abel         | Surrey          |
| 1,850     | 50.00     | Tom Hayward        | Surrey          |
| 1,830     | 63.10     | C. B. Fry          | Sussex          |
| 1,733     | 44.43     | Gilbert Jessop     | Gloucestershire |
| Source:   |           |                    |                 |

| Most wickets | Most wickets | Most wickets    | Most wickets |
| Aggregate    | Average      | Joueur          | Comté        |
| ------------ | ------------ | --------------- | ------------ |
| 206          | 12.29        | Wilfred Rhodes  | Yorkshire    |
| 154          | 19.85        | Albert Trott    | Middlesex    |
| 145          | 14.16        | Schofield Haigh | Yorkshire    |
| 122          | 15.45        | Walter Mead     | Essex        |
| 120          | 17.45        | Johnny Briggs   | Lancashire   |
| Source:      |              |                 |              |